# Ontherus rectus
Ontherus rectus là một loài bọ cánh cứng trong họ Bọ hung (Scarabaeidae).